# Tout pour la Lettonie !
Tout pour la Lettonie ! (en letton : Partija “Visu Latvijai!”, abrégé en VL) est un parti politique letton, nationaliste et conservateur.
Il n'a pas obtenu les 5 % nécessaires pour avoir des représentants à la Saeima en 2006 tandis qu'en 2010, au sein de l'Alliance nationale (Lettonie), il obtient 8 sièges sur 100.